# César Tárrega
César Tárrega Requeni (Aldaya, Valencia, 26 de febrero de 2002) es un futbolista español que juega en la demarcación de defensa en el Valencia C. F. de la Primera División de España.

## Biografía
Tras formarse como futbolista en las categorías inferiores del Levante U. D. fichó en categoría juvenil por el Valencia C. F.. Debutó con el segundo equipo el 4 de septiembre de 2021 contra el C. D. Castellón "B", encuentro que ganó por 3-1 el equipo valenciano. El 2 de diciembre de 2021 debutó con el primer equipo en Copa del Rey contra el C. D. Utrillas. El 16 de septiembre de 2023 debutó en primera división en la jornada 5 en la victoria del equipo ché por 3-0 al Atlético de Madrid. Salió al campo en el minuto 83 con el dorsal 29.
El 19 de enero de 2024 se hizo oficial su cesión hasta final de temporada al Real Valladolid C. F. de la Segunda División de España. Aunque tenía ficha del filial formó parte del primer equipo, jugando con el dorsal 34.

## Clubes
Actualizado al último partido disputado el 23 de mayo de 2025.
| Club                           | País   | Año       | Partidos | Goles |
| ------------------------------ | ------ | --------- | -------- | ----- |
| Valencia C. F. Mestalla        | España | 2021-2024 | 64       | 4     |
| Valencia C. F.                 | España | 2021-2024 | 4        | 0     |
| Real Valladolid C. F. (cedido) | España | 2024      | 16       | 1     |
| Valencia C. F.                 | España | 2024-     | 38       | 2     |

## Palmarés

### Distinciones individuales
| Distinción                                          | Año  |
| --------------------------------------------------- | ---- |
| Jugador del partido vs Eslovaquia - Eurocopa Sub-21 | 2025 |